# Ponte dos Três Países
A Ponte dos Três Países (em francês:  Passerelle des Trois Pays; em alemão:  Dreiländerbrücke) é uma ponte internacional sobre o rio Reno, entre Huningue (França) e Weil am Rhein (Alemanha). É mais longa ponte pedonal e para bicicletas do mundo.
O nome provém da sua localização perto da tríplice fronteira entre França, Alemanha e Suíça, situando-se a apenas 100 m de distância de território suíço.
A ponte é uma obra do arquiteto franco-austríaco Dietmar Feichtinger. É construída em aço e betão armado.

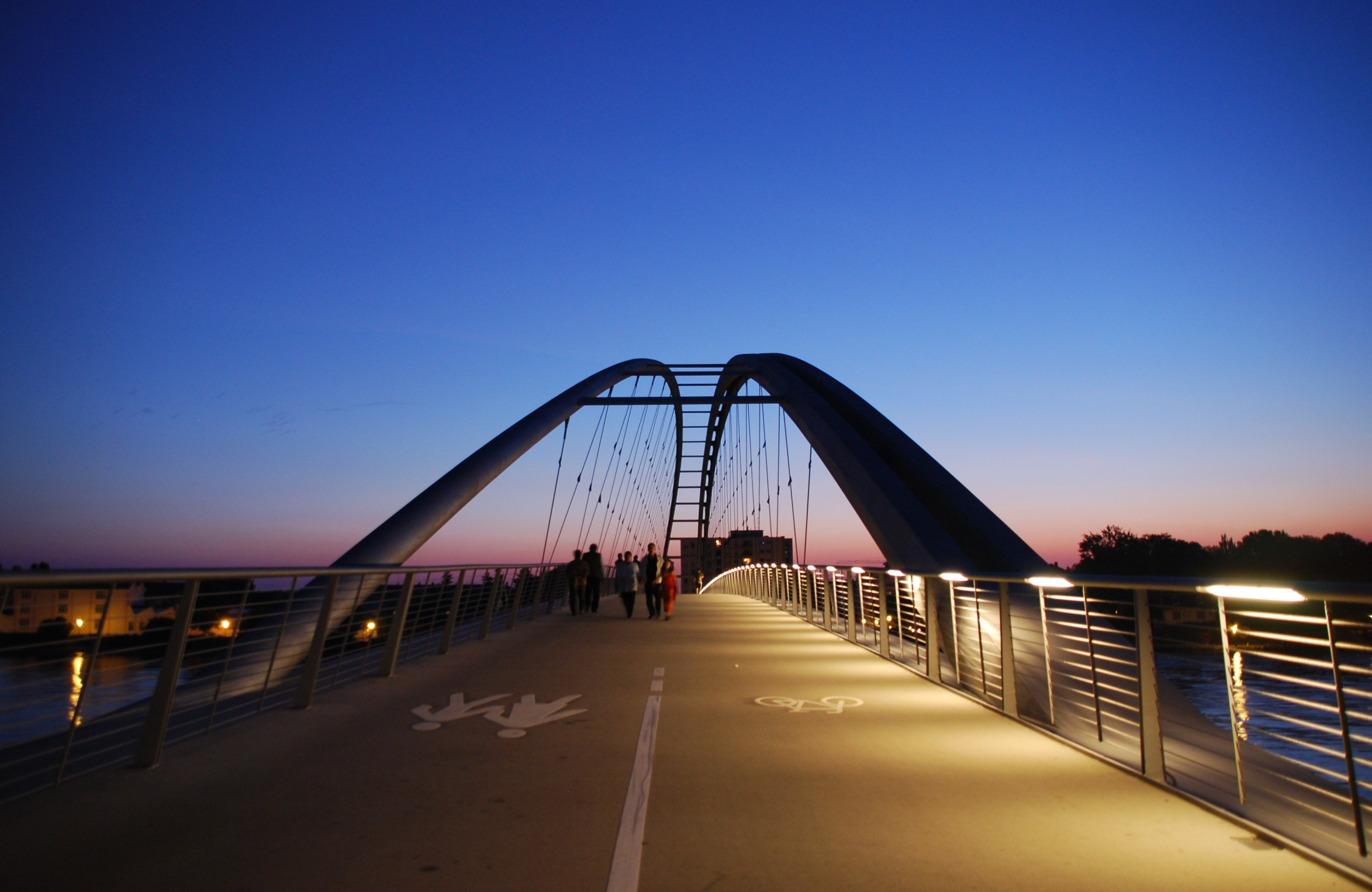
A ponte divide-se em duas partes, uma destinada a peões e a outra a bicicletas.

## Características técnicas
- 238 m de comprimento
- 7,8 m de distância ao nível médio da água do rio
- 24,75 m no ponto mais alto
- 1012 toneladas de aço
- 1798 metros cúbicos de cimento
- 805 m de cabos entre 30 e 60 mm de diâmetro

## História
A ponte foi construída no estaleiro que ficou no porto de Huningue, para ser depois rebocada pelo Reno algumas centenas de metros, em 26 de novembro de 2006. Embora pudesse ser atravessada a partir de 30 de março de 2007, a ponte foi inaugurada oficialmente em 30 de junho de 2007.
O custo da obra foi de 9 milhões de euros que se financiaram:
- 1.689.000 € da União Europeia;
- 2.592.000 € do estado federado alemão de Baden-Württemberg;
- 00998.000 € da localidade de Weil am Rhein;
- 3.725.000 € da França, e destes 1.900.000 € da Communauté de communes des Trois Frontières.

- A ponte recebeu o prémio Deutscher Brückenbaupreis 2008 (Galardão Alemão de Construção de Pontes).